# 马特马勒
马特马勒（法語：Matemale，法語發音：[matmal] ⓘ）是法国东比利牛斯省的一个市镇，属于普拉德区。

## 地理
马特马勒（42°35'12"N, 2°7'7"E）面积18.88 平方千米，位于法国奧克西塔尼大區东比利牛斯省，该省份为法国大陆部分最南部的省份，涵盖了北加泰罗尼亚，北起奥德省，西接阿列日省和安道尔，南与西班牙接壤，东临地中海。
与马特马勒接壤的市镇（或旧市镇、城区）包括：福尔米盖尔、拉约、科迪耶斯德孔夫朗、拉亚戈讷、莱桑格勒。
马特马勒的时区为UTC+01:00、UTC+02:00（夏令时）。

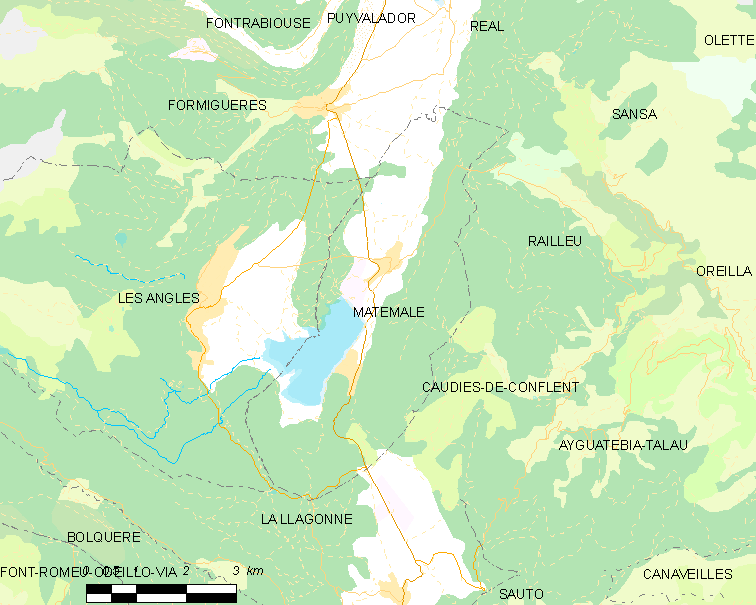
马特马勒的OSM定位图

## 行政
马特马勒的邮政编码为66210，INSEE市镇编码为66105。

## 政治
马特马勒所属的省级选区为加泰罗尼亚比利牛斯县。

## 人口

1962-2008年间马特马勒人口变化图示

马特马勒于2022年1月1日时的人口数量为279人。